# Aleksej Zjamnov
Aleksej Jurjevitj Zjamnov, ryska: Алексей Юрьевич Жамнов, född 1 oktober 1970 i Moskva, Sovjetunionen, är en rysk före detta professionell ishockeyspelare. Zjamnov representerade Winnpeg Jets, Chicago Blackhawks, Philadelphia Flyers och Boston Bruins i NHL.

## Karriär
Aleksej Zjamnov valdes av Winnipeg Jets som 77:e spelare totalt i NHL-draften 1990. Innan Zjamnov började spela i NHL för Winnipeg spelade han för Dynamo Moskva. 
1992 var Zjamnov en del av OSS-laget som vann guld i de Olympiska vinterspelen i Albertville. 1992–93 debuterade han i NHL och under sitt första år i ligan spelade han med Teemu Selänne och Keith Tkachuk i en kedja som kallades "Olympic Line". Zjamnov gjorde 25 mål och 47 assist på 68 matcher. 
Zjamnov spelade fyra år i Winnipeg. 1994–95 gjorde han 30 mål och 35 assist för 65 poäng på 48 spelade matcher och kom trea i poängligan. 1 april 1995 mot Los Angeles Kings gjorde Zjamnov också något så ovanligt som 5 mål i en och samma match.
16 augusti 1996 bytte Phoenix Coyotes, som Winnipeg Jets hade omvandlats till, bort Zjamnov till Chicago Blackhawks. Zjamnov gjorde 20 mål eller mer under sina fyra första år i Chicago. Från 2002 till 2004 var han också Blackhawks lagkapten. Zjamnov spelade totalt sju år i Chicago. 19 februari 2004 bytte klubben bort honom till Philadelphia Flyers. Zjamnov spelade 20 matcher i grundserien 2003–04 för Flyers och 18 i slutspelet samma år.
2004–05, under strejken i NHL, spelade Zjamnov för Vitjaz Tjechov i ryska andraligan. 4 augusti 2005 skrev Zjamnov på ett kontrakt med Boston Bruins. Han spelade 24 matcher för Bruins 2005–06 och gjorde 10 poäng.
Aleksej Zjamnov spelade för Ryssland i OS i Nagano 1998 och i Salt Lake City 2002, där Ryssland kom tvåa respektive trea. Han var också utvald att delta i OS 2006 i Turin men kunde inte spela på grund av skada.
Zjamnov är idag sportdirektör för Vitjaz Tjechov i KHL.

## Spelstil
Aleksej Zjamnov var en tekniskt spelskicklig center i klassisk sovjetisk skola. Han hade det svårare med fysiskt spel och spelade på grund av skador aldrig över 80 matcher under en säsong i NHL.

## Statistik

### Klubbkarriär
| 1988–89    | Dynamo Moskva       | Sovjet     | 4   | 0   | 0   | 0   | 0   | —  | — | —  | —  | —  |
| 1989–90    | Dynamo Moskva       | Sovjet     | 43  | 11  | 6   | 17  | 21  | —  | — | —  | —  | —  |
| 1990–91    | Dynamo Moskva       | Sovjet     | 46  | 14  | 12  | 28  | 24  | —  | — | —  | —  | —  |
| 1991–92    | Dynamo Moskva       | Sovjet     | 39  | 15  | 21  | 36  | 28  | —  | — | —  | —  | —  |
| 1992–93    | Winnipeg Jets       | NHL        | 68  | 25  | 47  | 72  | 58  | 6  | 0 | 2  | 2  | 2  |
| 1993–94    | Winnipeg Jets       | NHL        | 61  | 26  | 45  | 71  | 62  | —  | — | —  | —  | —  |
| 1994–95    | Winnipeg Jets       | NHL        | 48  | 30  | 35  | 65  | 20  | —  | — | —  | —  | —  |
| 1995–96    | Winnipeg Jets       | NHL        | 58  | 22  | 37  | 59  | 65  | 6  | 2 | 1  | 3  | 8  |
| 1996–97    | Chicago Blackhawks  | NHL        | 74  | 20  | 42  | 62  | 56  | —  | — | —  | —  | —  |
| 1997–98    | Chicago Blackhawks  | NHL        | 70  | 21  | 28  | 49  | 61  | —  | — | —  | —  | —  |
| 1998–99    | Chicago Blackhawks  | NHL        | 76  | 20  | 41  | 61  | 50  | —  | — | —  | —  | —  |
| 1999–00    | Chicago Blackhawks  | NHL        | 71  | 23  | 37  | 60  | 61  | —  | — | —  | —  | —  |
| 2000–01    | Chicago Blackhawks  | NHL        | 63  | 13  | 36  | 49  | 40  | —  | — | —  | —  | —  |
| 2001–02    | Chicago Blackhawks  | NHL        | 77  | 22  | 45  | 67  | 67  | 5  | 0 | 0  | 0  | 0  |
| 2002–03    | Chicago Blackhawks  | NHL        | 74  | 15  | 43  | 58  | 70  | —  | — | —  | —  | —  |
| 2003–04    | Chicago Blackhawks  | NHL        | 23  | 6   | 12  | 18  | 14  | —  | — | —  | —  | —  |
| 2003–04    | Philadelphia Flyers | NHL        | 20  | 5   | 13  | 18  | 14  | 18 | 4 | 10 | 14 | 8  |
| 2004–05    | Vitjaz Tjechov      | RYS-2      | 24  | 5   | 22  | 27  | 20  | 14 | 7 | 7  | 14 | 10 |
| 2005–06    | Boston Bruins       | NHL        | 24  | 1   | 9   | 10  | 30  | —  | — | —  | —  | —  |
| NHL totalt | NHL totalt          | NHL totalt | 807 | 249 | 470 | 719 | 668 | 35 | 6 | 13 | 19 | 18 |

### Internationellt
| År            | Lag           | Turnering     |               | Matcher | Mål | Assist | Poäng | Utv |
| ------------- | ------------- | ------------- | ------------- | ------- | --- | ------ | ----- | --- |
| 1990          | Sovjet        | JVM           | 7             | 6       | 1   | 7      | 6     |     |
| 1991          | Sovjet        | VM            | 10            | 4       | 5   | 9      | 12    |     |
| 1991          | Sovjet        | CC            | 5             | 3       | 0   | 3      | 2     |     |
| 1992          | OSS           | OS            | 8             | 0       | 3   | 3      | 8     |     |
| 1992          | Ryssland      | VM            | 6             | 0       | 0   | 0      | 29    |     |
| 1996          | Ryssland      | WC            | 4             | 0       | 2   | 2      | 6     |     |
| 1998          | Ryssland      | OS            | 6             | 2       | 1   | 3      | 2     |     |
| 2000          | Ryssland      | VM            | 5             | 0       | 1   | 1      | 0     |     |
| 2002          | Ryssland      | OS            | 6             | 1       | 0   | 1      | 4     |     |
| Senior totalt | Senior totalt | Senior totalt | Senior totalt | 50      | 10  | 12     | 22    | 63  |